# Канакский социалистический фронт национального освобождения
Канакский социалистический фронт национального освобождения (фр. Front de Libération Nationale Kanak et Socialiste, FLNKS; полное современное название — Национальный союз за независимость — Канакский социалистический фронт национального освобождения) — радикальное социалистическое движение (союз партий) за независимость Новой Каледонии как национального образования местного населения — канаков.

## Состав
В FLNKS входит ряд левых партий и организаций, включая:
- Каледонский союз (левоцентристская, изначально многоэтническая и лояльная к французской администрации политическая сила, возникшая после Второй мировой войны в качестве автономистского партнёра Народно-республиканского движения, но заметно радикализовавшаяся под влиянием централистских реформ де Голля; ныне поддерживает предоставление острову статуса свободно ассоциированной территории, что отличает её от остальных участников фронта, стоящих на позициях полной независимости)
- Национальный союз за независимость (UNI, левосоциалистический и сепаратистский). Последний включает в себя:
  - Меланезийский прогрессивный союз (UPM) — объединение, популярное среди коренного населения, в основном на севере и западе острова, где в деревне Пойя родился его покойный основатель Эдмон Некириаи. UPM был основан в 1974 году меланезийцами из числа бывших сторонников Каледонского союза, выступивших против его руководства. В своё время Меланезийский прогрессивный союз занимал леворадикальные позиции, придерживался троцкистской ориентации и сотрудничал с Революционной коммунистической лигой.
  - Социалистическую партию Каледонии — существовавшую с 1971 года левую партию, объединяющую преимущественно европейское население острова и связанную с Социалистической партией в метрополии. В 1985 году окончательно влилась во Фронт и самораспустилась.
  - Партию Канакского освобождения (Партия освобождения канаков; PALIKA) — леворадикальное движение, основанное в 1975 году выпускниками французских университетов, принимавших участие в студенческих выступлениях «Красного мая» 1968 года. Созданная как марксистско-ленинская партия, PALIKA всегда придерживалась более революционных взглядов на будущее Новой Каледонии (независимая республика, национализация основных отраслей экономики, возвращение земель в собственность канакских общин), чем умеренный Каледонский союз. Эти расхождения стали причиной того, что после Матиньонских соглашений PALIKA выставила на выборах 1995 года на севере острова отдельный от Канакского социалистического фронта национального освобождения список под названием «Национальный союз за независимость». В 1999 году Партия Канакского освобождения и Каледонский союз возглавили отдельные избирательные списки во всех трёх провинциях. Отколом от PALIKA является партия Социалистическое освобождение канаков, образованная в 1981 году марксистом Нидуашем Насселином в знак протеста против сотрудничества с французской Соцпартией. Впоследствии Социалистическое освобождение канаков, впрочем, заняло более умеренные позиции и до 2004 года даже сотрудничало с правым Движением за Каледонию в составе Республики, что позволило Насселину с 1995 по 1999 годы возглавлять острова Луайоте.
  - Океанийское демократическое движение (Rassemblement démocratique océanien) — полинезийская коммуналистская партия, базирующаяся на островах Уоллис и Футуна и объединяющая выходцев с этих островов.

## История
Сецессионистское движение в Новой Каледонии возникло под непосредственным влиянием концепции «меланезийского социализма», выдвинутой первым премьер-министром Вануату Уолтером Лини по примеру «социализма уджамаа» президента Танзании Джулиуса Ньерере и других региональных модификаций социалистического учения. Отец Лини, комбинируя европейские социалистические теории с христианством и местными культурными традициями, утверждал, что меланезийским обществам всегда были присущи принципы коллективизма и солидарности, которые следует воплотить в рамках единого меланезийского федеративного союза, объединившего бы полтора миллиона меланезийцев, населяющих Вануату, Фиджи, Папуа — Новую Гвинею, Соломоновы Острова и Новую Каледонию.
Идеи меланезийского социализма были взяты на вооружение сформированным в 1979 году Фронтом за независимость (Front indépendantiste), объединившим пять политических партий и организаций от Каледонского союза до радикальных левых. Его преемником стал Канакский социалистический фронт национального освобождения, основанный на учредительной конференции 22-24 сентября 1984 года.
Первоначально Фронт призывал к гражданскому неповиновению и бойкоту выборов. С 1985 года FLNKS, возглавляемый Жаном-Мари Тжибау, несостоявшимся священником и выпускником Сорбонны, специалистом в области этнологии, вёл агитацию за создание независимого государства Канаки. В октябре 1987 года он даже представил ООН проект конституции предполагаемого государства. В конце 1980-х годов выступления за независимость Новой Каледонии особенно активизировались, приняв характер массовых демонстраций, акций гражданского неповиновения, столкновений с правоохранительными органами и непосредственной вооружённой партизанской борьбы.
Напряженность достигла пика в апреле-мае 1988 года, когда вследствие начавшихся беспорядков бойцы Канакского социалистического фронта национального освобождения взяли на острове Увеа 27 заложников, включая французского жандарма и судью, требуя немедленной незаивисмости. Однако французское правительство отвергло какие-либо переговоры и осуществило силовую акцию, в ходе которой были убиты 19 канаков, причём большая часть их была казнена уже после прекращения сопротивления; никто из заложников не пострадал.
Общественность была шокирована трагедией на Увеа и непропорциональным использованием силы властями, и французская администрация была вынуждена пойти на значительные уступки, когда премьер Мишель Рокар и Жан-Мари Тжибау заключили Матиньонские соглашения 26 июня 1988 года, упразднив должность верховного комиссара, ранее осуществлявшего прямое управление Новой Каледонией. Сам Тжибау был убит в мае 1989 года.
Кроме Канакского социалистического фронта национального освобождения, за проведение референдума и предоставление независимости выступают такие политические партии, как Канакское социалистическое освобождение (Социалистическое освобождение канаков), Союз кооперативных комитетов за независимость, Обновлённый каледонский союз и Партия труда. Им противостоят Движение за Каледонию в составе Республики и местный филиал ультраправого Национального фронта, опирающиеся на зажиточное население французского происхождения.